# Blerina Braka
Blerina Braka (ur. 23 sierpnia 1982 w Beracie) – albańska piosenkarka i aktorka.

## Życiorys
Ukończyła studia na Akademii Sztuk Pięknych w Tiranie.
W latach 2008, 2009, 2012, 2013 i 2017 wzięła udział w festiwalu muzycznym Kënga Magjike.

## Teledyski[1]
| Rok  | Teledysk           |
| ---- | ------------------ |
| 2010 | Se parfe           |
| 2013 | Zogu ti            |
| 2014 | Shpirt             |
| 2015 | S'ka si ne         |
| 2016 | Kuq e zi këndoj    |
| 2017 | Çohu               |
| 2017 | E jemja            |
| 2018 | Le te tundet vendi |
| 2018 | Pritja e embel     |
| 2019 | Dashni pa krahe    |
| 2020 | Altari dashurise   |
| 2020 | Ti i pari          |
| 2021 | Magnet             |